# Western Equatoria
Western Equatoria (Vestlige Ækvatoria) er en delstat i Sydsudan. Den har et areal på 79.343 km2. Delstaten har hovedstad i byen Yambio. Western Equatoria er opdelt i amter, der hver blev ledet af en amtskommissær. Western Equatoria blev en del af Sudan og blev en del af  Republikken Sydsudan den 9. juli 1956. Den 2. oktober 2011 blev staten opdelt i staterne Amadi, Maridi og Gbudwe, og Tambura-staten blev adskilt fra Gbudwe-staten den 14. januar 2015. Vestlige Equatoria blev genetableret ved en fredsaftale underskrevet den 22. februar 2020. 

## Historie
Siden det 16. århundrede har Western Equatoria været hjemsted for folkene Avokaya, Azande, Baka, Moru, Mundu og Balanda.
Mahdistoprøret i 1880'erne destabiliserede den spirende provins, og Equatoria ophørte med at være en egyptisk forpost i 1889.  Europæiske koloniale manøvrer i regionen kulminerede i 1898, med Fashoda-hændelsen, der fandt sted ved det nuværende Kodok, hvor Storbritannien og Frankrig var tæt på at gå i krig om regionen. De britiske håb om at forene Sydsudan med Uganda, mens Western Equatoria  blev en del af Belgisk Congo, blev i 1947 knust af Jubakonferencen (1947) (en) der sammenlagde Nord- og Sydsudan.
I midten af det tyvende århundrede, efter Sudans uafhængighed i 1956, ofrede indbyggerne i Western Equatoria livet  i over fem årtier i bevægelser for Sydsudans uafhængighed. Dette inkluderer Anya Nya ledet af Joseph Lagu og Det Sudanske Folks Befrielses Hær (SPLA/M), ledet af John Garang de Mabior, som de forestillede sig New Sudan. Western Equatoria var også kendt som "brødkurvsstaten" for befriere under begge borgerkrige.
Western Equatoria blev adskilt fra sin søsterdelstat Eastern Equatoria og blev en provins i 1976, og de to Equatoria-provinser blev igen inddelt i tre delstater: Western Equatoria, Central Equatoria og Eastern Equatoria i 1994.

## Amter
Der er 10 amter (countys) i det vestlige Ækvatoria:
- Yambio County; hovedstad: Yambio
- Nzara County; hovedstad: Nzara
- Ibba County; hovedstad: Ibba
- Ezo County; hovedstad: Ezo
- Maridi County; hovedstad: Maridi
- Tombura County; hovedstad: Tombura
- Mundri West County; hovedstad: Mundri
- Mvolo County; hovedstad: Mvolo
- Nagero County; hovedstad: Nagero
- Mundri East County; hovedstad: Kedi'ba

Andre vigtige byer i Western Equatoria er: Nagero, Duma, Namutina, Jambo, Rasul, Lui, Tore, Muroko, Manguo, Mambe, Kotobi, Yarri, Farak Sika, Madebe, Bangasu, Rimenze, Bazungua, Makpandu, Nadiangere, Kua Dikobia, Ri-Rangu, Nadiangere, Gangdourabia, Ri-Rangu, Nadiangere, Bangazagino, Sangua, Basukangbi Ringasi, Diabio, Yangiri, Ri-Kuangba, Bafuka, Naandi, Andari, Ri-Yubu, Mopai og Sakure.

## Økonomi og demografi
Western Equatorias økonomi er hovedsageligt basseret på  landbrug og tømmerproduktion.
Western Equatoria er hjemsted for Moru-folket, Zande-, Baka-, Avukaya-, Bari-, Bongo-, Jur Beli- og Jur Mananger folk.